# Michael Joseph Fitzgerald
Michael Joseph Fitzgerald (ur. 23 maja 1948 w Montclair, New Jersey) – amerykański duchowny katolicki, biskup pomocniczy Filadelfii w latach 2010–2023.

## Życiorys
Święcenia kapłańskie otrzymał z rąk kardynała Johna Krola w dniu 17 maja 1980. Służył duszpastersko na terenie rodzinnej archidiecezji. Był także m.in. wicerektorem seminarium i wikariuszem sądowym.
22 czerwca 2010 mianowany biskupem pomocniczym Filadelfii ze stolicą tytularną Tamallula. Sakry udzielił mu kard. Justin Francis Rigali.
24 maja 2023 papież Franciszek przyjął jego rezygnację z pełnionej funkcji.